# Grzegorz (Czirkow)
Grzegorz, imię świeckie Jurij Siergiejewicz Czirkow (ur. 1 stycznia 1942 w Kozłach, zm. 25 lutego 2018) – rosyjski biskup prawosławny.

## Życiorys
Urodził się w rodzinie chłopskiej. W 1969, po odbyciu zasadniczej służby wojskowej, wstąpił do seminarium duchownego w Leningradzie, a następnie do Leningradzkiej Akademii Duchownej, którą ukończył w 1975. Jako student złożył wieczyste śluby zakonne 15 marca 1973, 25 marca przyjął święcenia diakońskie, zaś 4 grudnia 1973 – kapłańskie. W 1976 otrzymał godność igumena, zaś w 1978 – archimandryty.
W latach 1981–1992 służył w cerkwi Zaśnięcia Matki Bożej w Monasterze Nowodziewiczym. 13 września 1987 miała miejsce jego chirotonia na biskupa możajskiego, wikariusza eparchii moskiewskiej. Od 1997 nosił tytuł arcybiskupa.
Zmarł 25 lutego 2018 w wieku 76 lat.